# Sassa
Sassa è una frazione dell'Aquila, situata alle pendici del colle di Sassa, a circa 10 km di distanza dal centro storico del capoluogo comunale.
Nel XIII secolo è stato uno dei castelli che hanno partecipato alla fondazione dell'Aquila.
Centro commerciale e industriale di discreta importanza, dopo l'unità d'Italia divenne comune autonomo per poi essere annesso all'Aquila nel 1927. Dispone di due stazioni ferroviarie collocate sulla linea Terni-L'Aquila-Sulmona: la stazione di Sassa-Tornimparte nella località Sassa Scalo e la stazione di Sassa N.S.I. nella zona industriale.

## Geografia fisica

### Territorio
Sassa è situata all'estremità sud-occidentale della conca aquilana, nella valle dell'Aterno, al confine con i territori di Scoppito e Tornimparte.
È composta da numerose sub-frazioni, sparse nell'area circostante solcata dal torrente Raio, affluente dell'Aterno. L'abitato principale si sviluppa a circa 673 metri s.l.m. alle pendici colle di Sassa, estrema propaggine settentrionale del gruppo montuoso di Monte Orsello-Monte Puzzillo, in posizione dominante sull'intera piana amiternina.
Situato in prossimità delle frazioni aquilane di Coppito e Preturo, dista circa 10 km di distanza dal capoluogo comunale.

## Storia
Le prime documentazioni di un castrum, nel territorio di Sassa, risalgono al X secolo. Secondo una leggenda locale, il nome del paese deriverebbe dal suo fondatore Sasso, scampato alla distruzione dell'antica città sabina di Amiternum, situata a poca distanza.
Nei secoli seguenti è attestata l'esistenza di Scassan, poi Saxa, la cui pieve, dedicata a San Lorenzo, era sotto la giurisdizione della diocesi di Forcona.
Nel XIII secolo partecipò, in forma autonoma rispetto al vicino castello di Tornimparte, alla fondazione dell'Aquila, ricevendo un locale nel quarto di San Giovanni dove fu edificata la chiesa di San Pietro di Sassa; l'edificio crollò in seguito al terremoto dell'Aquila del 1703 e la parrocchia fu trasferita nella chiesa di San Quinziano. All'epoca della fondazione aquilana, Sassa costituiva una delle comunità più importanti dell'intero quarto e contava 37 fuochi, vale a dire circa 180 abitanti.
Successivamente alla fondazione aquilana, l'Universitas di Sassa mantenne comunque la sua autonomia extra-moenia edificando, nel XIV secolo, la nuova parrocchiale dedicata a Santa Giusta martire. In questo periodo fu feudo degli Antonelli ― possessori anche del castello di Forcella ―, poi dei Colonna e dei Barberini. Tra il XVI e il XVIII secolo, si sviluppano progressivamente gli abitati affini di Padula, Pagliare, Genzano, Collefracido e Colle, quest'ultimo ulteriormente diviso tra Poggio Santa Maria e Collepietro.
Nel 1806, con la nuova suddivisione amministrativa voluta da Giuseppe Bonaparte, entrò a far parte del Distretto di Aquila, venendo dapprima aggregato al territorio di Tornimparte quindi, a partire dal 1811, nominato capoluogo di un vasto circondario che comprendeva anche Lucoli, Preturo, Scoppito e la stessa Tornimparte.
In seguito all'unità d'Italia, nel 1860, divenne infine comune autonomo e ricevette un notevole impulso dalla posizione strategica lungo la S.S. 17 per Rieti e la parallela ferrovia Terni-Sulmona; in corrispondenza della stazione di Sassa-Tornimparte si sviluppò il nuovo abitato di Sassa Scalo.
Sassa rimase comune autonomo fino al 1927, quando fu annesso all'allora comune di Aquila degli Abruzzi per la creazione della cosiddetta Grande Aquila.
Dopo il terremoto dell'Aquila del 2009 nel territorio di Sassa, e precisamente in località Nucleo Industriale e Pagliare di Sassa, sono stati costruiti due nuovi quartieri destinati ad ospitare circa 2 500 sfollati del sisma. Negli anni Dieci del XXI secolo è stata inoltre realizzata una seconda stazione ferroviaria nella zona industriale.

## Monumenti e luoghi d'interesse

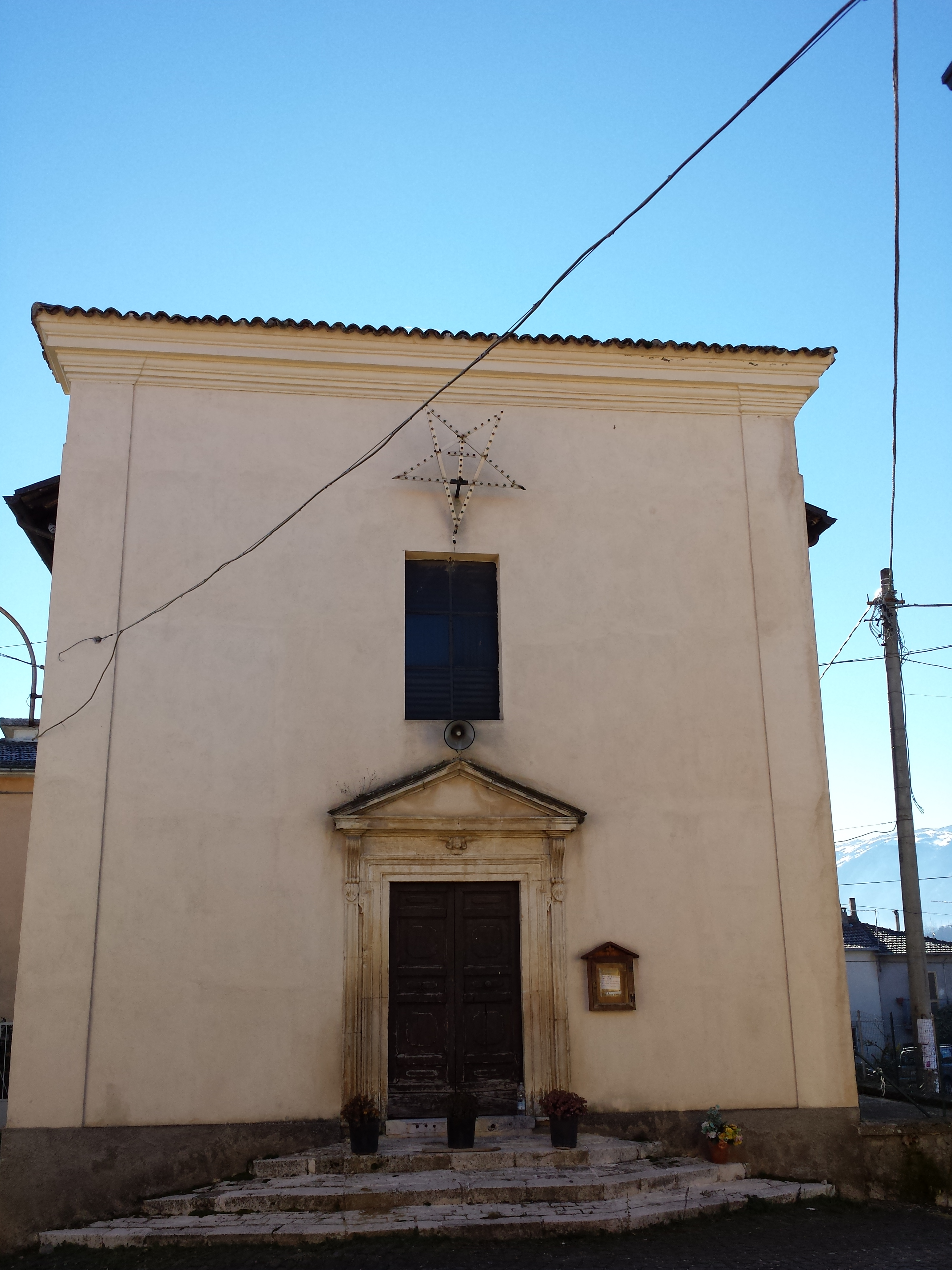
La chiesa dei Santi Filippo e Giacomo a Colle di Sassa.

La rinascimentale chiesa di Santa Giusta martire.

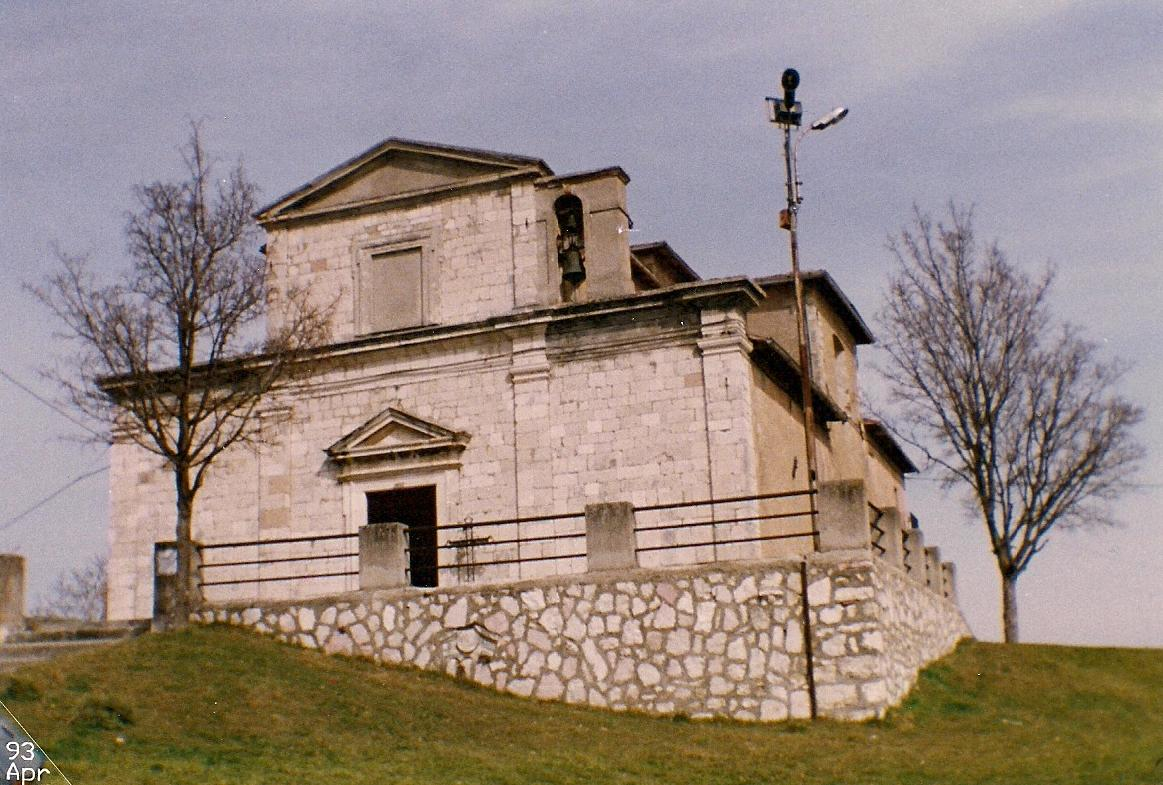
La Chiesa di Santa Maria Assunta a Poggio Santa Maria.

### Architettura religiosa
Chiesa di San BernardinoPrincipale chiesa di Sassa, si affaccia su via Duca degli Abruzzi, risale al XVI secolo, come dimostra il portale in pietra locale, con volute nell'architrave. L'impianto è molto semplice; sulla facciata si trova inoltre una lapide dei Caduti nella Grande Guerra, con ricchi fregi a rilievo, in stile monumentalista.
Chiesa dei Santi Filippo e GiacomoSituata a Colle di Sassa, fu edificata nel XVIII secolo su una struttura distrutta dal terremoto del 1703. La chiesa ha facciata rettangolare con portale cinquecentesco in cornice classicheggiante a timpano triangolare. La struttura esterna è a capanna con campanile a vela. L'interno a navata unica.
Chiesa di Sant'EugeniaLa parrocchia, situata nella sub-frazione di Collefracido, è legata al comune vicino di Lucoli. La chiesa del XV secolo è stata ricostruita sopra una precedente struttura del XIII secolo come si evince dal portale gotico strombato ad arco ogivale. Il resto della struttura è rinascimentale e a capanna,  con campanile a vela e impianto barocco interno.
Chiesa dei Santa Giusta martireÈ la chiesa parrocchiale e si trova poco fuori dall'abitato principale di Sassa. Si ritiene che la precedente medievale fu costruita da castellani devoti a Santa Giusta da Bazzano, altro castello aquilano posto a oriente, i cui casellani eresseo la chiesa di Santa Giusta nel centro aquilano. La chiesa attuale è frutto di un rifacimento totale, dopo il sisma del 1703. Ha copertura esterna in pietra con facciata tardo barocca e portale rinascimentale architravato a timpano spezzato con testa di putto, sovrastato da un finestrone in facciata. Si articola in due livelli per via di una cornice marcapiano. Il campanile laterale  è a torre, a base medievale. L'interno è molto ben decorato da stucchi del Settecento in stile rococò, arricchito da due pulpiti ai fianchi dell'altare, con un organo sopra il portale e il soffitto a cassettoni lignei. L'altare è ad abside, segno che la chiesa esisteva già nel XV secolo circa.
Chiesa della Madonna dei CiccaniL'impianto attuale è tardo barocco (XVIII secolo) con costruzione a blocco arricchita da portale rinascimentale in stile classico.
Chiesa di Santa Maria AssuntaSituata a Poggio Santa Maria, di origine medievale, fu ristrutturata in epoca barocca con la costruzione di una nuova facciata tripartita in pietra, con architrave del portale classicheggiante. L'interno a tre navate è staccato in bianco.
Chiesa di San PietroSituata a Pagliare di Sassa, fu realizzata nel XIII secolo e ristrutturata in epoca rinascimentale. La facciata antica conserva il portale a sesto acuto e il campanile a vela. L'interno è una sala a navata unica con tracce del transetto nella muratura medievale che precede l'altare a nicchia. Una cappella laterale medievale è stata staccata in forma barocca. Nelle vicinanze si trova anche la chiesa della Madonna delle Pagliare, del XVII secolo.

## Geografia antropica

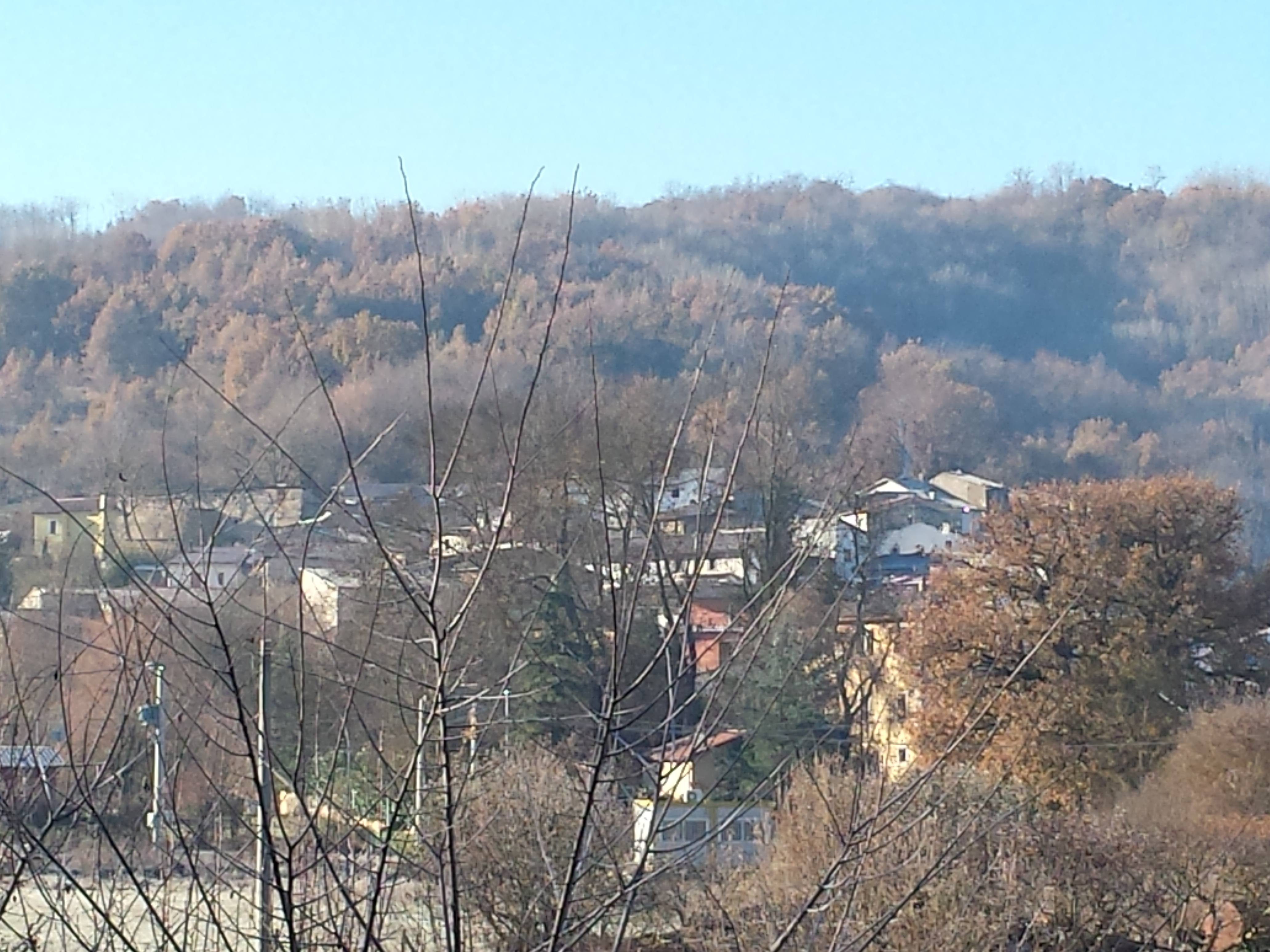
Pagliare di Sassa.

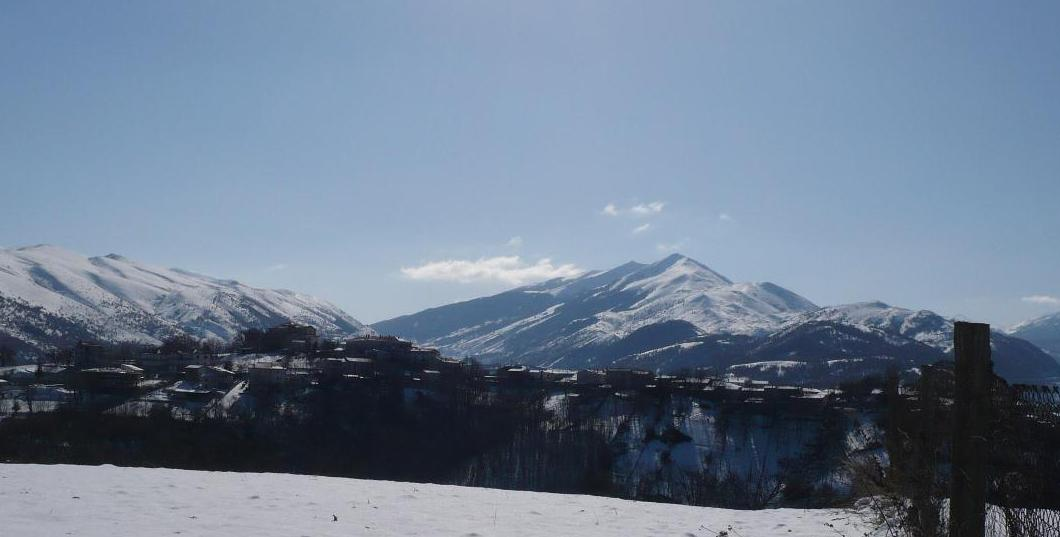
Poggio Santa Maria.

L'abitato è suddiviso in una decina di frazioni che, fino al 1927, costituivano il comune autonomo di Sasso, tutte collocate alle pendici contrafforti del gruppo montuoso di Monte Orsello-Monte Puzzillo che si sviluppa nei limitrofi territori di Lucoli e Tornimparte.
Il centro principale è collocato a valle del Colle di Sassa, sormontato dall'omonima sub-frazione e da quella di Brecciasecca; più a sud, al confine con Lucoli, sono situate le frazioni di Collefracido, Foce, San Martino e Poggio Santa Maria. Nella piana solcata dal Raio, ad est di Sassa, sono collocate le sub-frazioni di Genzano, Pagliare e Palombaia. Infine, lungo la S.S. 17, è situata il moderno centro di Sassa Scalo, attiguo all'abitato di Scoppito, con annessa zona industriale.
| Località           | Altitudine | Abitanti | Note   |
| ------------------ | ---------- | -------- | ------ |
| Colle di Sassa     | 750 m      | 224      | [ 10 ] |
| Collefracido       | 775 m      | 121      | [ 11 ] |
| Collemare          | -          | -        | [ 12 ] |
| Foce di Sassa      | 800 m      | 240      | [ 13 ] |
| Genzano di Sassa   | 685 m      | 456      | [ 14 ] |
| Pagliare di Sassa  | 682 m      | 230      | [ 15 ] |
| Palombaia di Sassa | 670 m      | 183      | [ 16 ] |
| Poggio Santa Maria | 858 m      | 282      | [ 17 ] |
| San Martino        | 850 m      | 14       | [ 18 ] |
| Sassa              | 675 m      | 607      | [ 19 ] |
| Sassa Squalo       | 664 m      | 210      | [ 20 ] |

## Infrastrutture e trasporti

### Strade
L'abitato principale di Sassa è attraversato dalla strada provinciale 1 Amiternina. Inoltre, a breve distanza dal paese, in corrispondenza di Sassa Scalo, scorre la strada statale 17 che garantisce il collegamento tra L'Aquila e Rieti; a Sassa Scalo vi è inoltre la diramazione della strada statale del Gran Sasso d'Italia che giunge sino ad Arischia e di lì prosegue verso la provincia di Teramo.

### Ferrovie
Il territorio è attraversato dalla ferrovia Terni-Sulmona, parallela alla S.S. 17. La frazione dispone di due stazioni ferroviarie sulla linea: la stazione di Sassa-Tornimparte nella località Sassa Scalo, a circa 1 km dal centro storico di Sassa, e la stazione di Sassa N.S.I. nella zona industriale.